# کالیتزانو
کالیتزانو (به ایتالیایی: Calizzano) یک کومونه در ایتالیا است که در استان ساونا واقع شده‌است.

## خصوصیات
کالیتزانو ۶۳٫۳ کیلومترمربع مساحت و ۱٬۶۰۴ نفر جمعیت دارد و ۶۴۷ متر بالاتر از سطح دریا واقع شده‌است.